# Arthur Lowe
Arthur Lowe, född 22 september 1915 i Hayfield, Derbyshire, död 15 april 1982 i Birmingham, West Midlands, var en brittisk skådespelare. 
Han är mest känd för sin roll som kapten George Mainwaring i TV-serien Krutgubbar under åren 1968–1977. Lowe avled till följd av stroke.

## Filmografi (i urval)
- Det perfekta inbrottet (1960)
- If.... (1968)
- Adolf Hitler: My Part in His Downfall (1972)
- Inget sex - vi är ju engelsmän! (1973)
- O Lucky Man! (1973)
- David Copperfield (1974)
- The Strange Case of the End of Civilization as We Know It (1977)
- Brittiska sjukan (1982; Britannia Hospital)